# 顧正誼

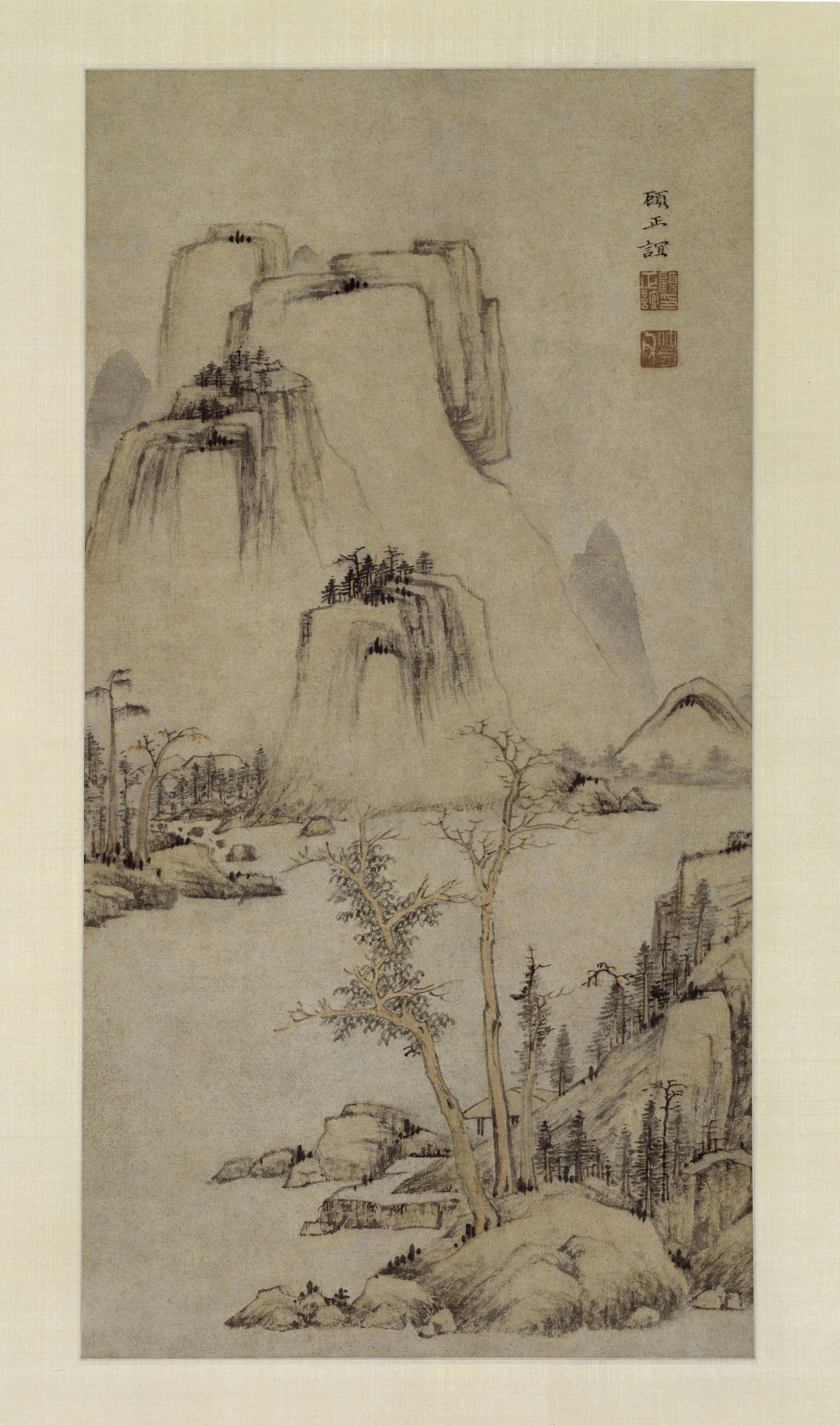
顾正谊《江岸长亭图》（北京故宫博物院藏）

顧正誼（？—？），字仲方，晩年自號亭林，華亭縣（今上海市松江区）人，明末清初畫家，擅長文人畫。

## 家族
其家族輩出畫家，其子顧元慶，外甥胤光、懿徳，女婿李紹箕等均為畫家。
好友有宋旭、孫克弘等。

## 代表作
- 《溪山秋爽圖》1575年，藏於台灣臺北國立故宮博物院
- 《雲林樹石》軸，藏於台灣台北國立故宮博物院
- 《開春報喜》軸，藏於台灣台北國立故宮博物院
- 《江岸長亭圖》軸，藏於中國北京故宮博物院
- 《華陽洞天圖卷》，現藏於中國上海博物館